# 四日市町 (米子市)
四日市町（よっかいちまち）は、鳥取県米子市にある町名。郵便番号は683-0061（米子郵便局管区）。人口は111人、世帯数は48世帯（2011年6月1日現在）

## 地理
城下の北部に位置し、城をL字型に囲む外濠沿いに東西に伸びる町人地。本通りに面し、隣接して東に紺屋町、西に東倉吉町がある。

## 歴史
近世・近代における四日市町は紺屋町に続く本通り筋で、総間数66間。加茂川の善光院橋に通ずる小路があると記されている。
町の営業特権は鍛冶、鋳物やその付属品を主とし、鍛冶町の別名もあった。
この町には後に米子町政のために町会所が設置されて町年寄などが月番で御觸書の伝達、請願書の取次、種々の許認可事務に当たった。
元禄8年（1695年）には家持30戸、借家67戸。明治2年（1869年）の調べでは表通り51戸、裏通り22戸、人口297人となっている。明治21年（1888年）の戸数は農業21戸、商業45戸、雑業19戸の計85戸、地方税38円余、町費67円余、申合わせ費19円余を納める。
町名の由来は日野川下流の旧戸上山城下四日市村からの住民移住によるとされる。

## 政治

### 区長
町村制第六十八條に依り區を設け各區に區長及區長代理者一名宛を置き、各其の任期を四ヶ年とし區域の大小により區長には一ヶ年最低十圓より最高二十圓迄、區長代理者は一様に年額三圓の報酬を支給した。
当選
- 明治22（1889）年中當選 - 第十四区 佐藤武八郎[5]

- 明治26（1893）年中當選 - 四日市区 森脇由太郎[6]

- 明治29（1896）年中當選 - 四日市区 清水光五郎[7]

- 明治32（1899）年中當選 - 四日市区 船越辦次郎[8]

- 明治35（1902）年中當選 - 四日市区 大谷竹治郎[8]

- 明治37（1904）年中當選 - 四日市区 大江喜太郎[9]

- 明治38（1905）年中當選 - 四日市区 高浜安太郎[9]

- 明治41（1908）年中當選 - 四日市区 瀬尾宣知[10]

- 大正10（1921）年中當選 - 四日市区 渡部梅太郎[11]

- 大正13（1924）年中當選 - 四日市区 岡本梅太郎[12]

市制第八十二條に依り區を劃し區長及區長代理者各一名を置き任期は四ヶ年とし、報酬は區長年額最低四圓最高十五圓、區長代理者は二圓乃至三圓である。
- 昭和2（1927）年中當選 - 四日市 岡本梅太郎[13]

- 昭和6（1931）年中當選 - 四日市 岡本梅太郎[14]

- 昭和10（1935）年中當選 - 四日市 岡本梅太郎[15]

## 商工業
鍛冶の清水氏は19世紀に藤四郎吉幸が、曙峯軒と号して、藩の御用刀を鍛えるようになった。
鍋屋は大寺屋船越の分家で、当家出身の敬祐は医学を学んで、天保時代大阪で、梅毒、痳病の治療薬や治療具を発明して売り出し、また、そのための啓蒙書｢黴瘡軍談｣なども著して財をなしたという。
明治初年に表通りで50軒余が全部商売をしていたかどうか分からないが、その中で明治の終わりころまで店を構えたのは20軒足らずで、その他は転居したりして新しい商店と入れ替わったようである。明治末現在、北側では、清水、笹鹿、片桐、高浜、金村、井田、大谷。南側では、佐藤、矢野、山登、木下、石井、亀井、岡本、西村などであろう。
明治32年（1899年）の『帝國實業名鑑』によると、
木下宇吉（呉服卸）
油屋油木茂三郎｢明治二十七年開業｣（砂糖）
大黒屋大谷竹次郎｢開業二代｣（金物）
佐藤武八郎｢開業二代｣（肥料、油類）。
明治36年（1903年）の『米子みやげ』によると、
小町香高田鉄蔵（伽羅油、梅花香、蝋燭、かもじ、化粧品）が新商品も加えて尾高町から移り、当時は支店松江天神町、便利店立町を持っていた。
精真堂笹鹿印舗｢彫刻及び印刷は何程を問わず調整または取扱｣としているから、印刷は取り次ぎであろう。
明治末になると、『米子商工案内』、『電話帳』などによって当町の主要商店名が分かる。北側では東から、紺屋町境の現パーソンズコレクションは、明治末以来ずいぶん店が入れ替わった所である。
石田油店は藩政時代南側に住んだの石田屋であろう。大正終わりごろ南側にいた佐藤果物店に代わり、昭和に入って正直餅実村商店、細田書店、米子書店（松田氏）と替わった。同店は戦後紺屋町に移り、その跡に東京銀行支店、田口彦商店（機械、菓子卸）、40年代終わりから長田茶店支店、パーソンズガルボと変わった。
川口商店は明治末に岩倉町から移って、舶来品、雑貨、ゴム製品などを取り扱った。間口の一部を借りて、戦前松本靴店、戦後小宮山アクセサリー店が開店したことがある。川口の西隣は松浦商店（古物商）。
山根砥石刃物店は藩政時代からの鍛冶清水氏の跡であるが、清水氏は藩政時代には少し西側に位置したようである。米子楽器社は清水氏間口の一部で、大正時代古着の渡部店、一時、呉服の隠岐屋を経て、その跡に但馬屋向原氏が柳行季や靴などを扱い、戦時中大工の矢田氏が住んだ。
吉田履物店は、大正期の森陶器店の跡。戦時中まで店を張った山口金物店は鋸製造を主とし、古くは鍛冶職仲間であったと思われる。
紙商岩坂商店は西倉吉町から移り、大正初めごろまでは海産物商であった。糸井古物商は法勝寺町糸井の同族であろう。
明治末に高浜足袋店が東間口に開店、高浜氏は藩政時代からの古い商家であるが位置は移っている。同じころ瀬尾糸店が西間口で開店、どちらも戦時中まで営業を続け、瀬尾糸店の店主は町の顔役として有名であった。
明治、大正と洋品、家具、貸付業を営んだ金村商店の跡が昭和に入って清山洋服店に、戦後毛糸のニューエンドウが開店した。その西の今岡商店は美術用品専門店として戦後長く続いているが、この間口は藩政時代からの古い商人で、大正、昭和初期まで砂糖商、貸付業を営んだ井田商店の地であった。

## 出身人物
- 岡本喜八（映画監督）
- 笹鹿彪（画家）
- 船越敬祐（医師） - 梅毒医